# Overosaurus
Overosaurus é um gênero de dinossauro da família Aeolosauridae do Cretáceo Superior da Argentina. Há uma única espécie descrita para o gênero Overosaurus paradasorum. Seus restos fósseis foram encontrados na formação Anacleto e datados do estágio Campaniano.